# Delta-Methode
Die Delta-Methode ist in der asymptotischen Statistik eine Methode um die asymptotische Normalverteilung der Funktion einer asymptotisch normalverteilten Zufallsvariablen zu bestimmen.

## Univariater Fall

### Aussage
Wenn für eine Folge von Zufallsvariablen  {\displaystyle X_{1},\dots ,X_{n}} mit zwei endlichen Konstanten {\displaystyle \mu } und {\displaystyle \sigma ^{2}\geq 0}
{\displaystyle {{\sqrt {n}}(X_{n}-\mu ){\stackrel {\text{V}}{\;\to \;}}{\mathcal {N}}(0,\sigma ^{2})}}
gilt, wobei {\displaystyle {\stackrel {\text{V}}{\;\to \;}}} die Konvergenz in Verteilung bezeichnet, dann gilt für eine differenzierbare Funktion {\displaystyle g} mit {\displaystyle g'(\mu )\neq 0}: 
{\displaystyle {\sqrt {n}}(g(X_{n})-g(\mu )){\stackrel {\text{V}}{\;\to \;}}{\mathcal {N}}(0,\sigma ^{2}(g'(\mu ))^{2})\;.}

### Beispiel
Es sei {\displaystyle X_{1},\ldots ,X_{n}} eine Folge stochastisch unabhängiger und identisch verteilter Zufallsvariablen mit Erwartungswert  {\displaystyle \mu } und  Varianz {\displaystyle 0<\sigma ^{2}<\infty }. Für die Folge der zufälligen arithmetischen Mittel {\displaystyle {\bar {X}}_{n}={\frac {1}{n}}\sum _{i=1}^{n}X_{i}} folgt dann aus dem zentralen Grenzwertsatz der Statistik 
{\displaystyle {\sqrt {n}}({\bar {X_{n}}}-\mu ){\stackrel {\text{V}}{\;\to \;}}{\mathcal {N}}(0,\sigma ^{2})}.
Wenn man sich für die asymptotische Verteilung von {\displaystyle Y_{n}=\mathrm {e} ^{{\bar {X}}_{n}}} interessiert, dann ist {\displaystyle g(x)=\mathrm {e} ^{x}}, {\displaystyle g'(x)=\mathrm {e} ^{x}}, {\displaystyle g'(\mu )=\mathrm {e} ^{\mu }} und {\displaystyle (g'(\mu ))^{2}=\mathrm {e} ^{2\mu }}. Die Delta-Methode ergibt dann
{\displaystyle {\sqrt {n}}(Y_{n}-\mathrm {e} ^{\mu }){\stackrel {\text{V}}{\;\to \;}}{\mathcal {N}}(0,\sigma ^{2}\mathrm {e} ^{2\mu })\;.}

### Verallgemeinerung
Für den Fall {\displaystyle g'(\mu )=0} und {\displaystyle g''(\mu )\neq 0} gibt es eine Verallgemeinerung der Delta-Methode, die Delta-Methode zweiter Ordnung, die besagt,
dass 
{\displaystyle n(g(X_{n})-g(\mu )){\stackrel {\text{V}}{\;\to \;}}\sigma ^{2}{\frac {g''(\mu )}{2}}Z^{2}\;,}
wobei {\displaystyle Z} eine standardnormalverteilte Zufallsvariable ist.

## Multivariater Fall
Für eine Folge {\displaystyle p}-dimensionaler  Zufallsvektoren {\displaystyle \mathbf {X} _{1},\dots ,\mathbf {X} _{n}} gelte
{\displaystyle {{\sqrt {n}}(\mathbf {X} _{n}-{\boldsymbol {\mu }}){\stackrel {\text{V}}{\;\to \;}}{\mathcal {N}}_{p}(\mathbf {0} ,{\boldsymbol {\Sigma }})}}
mit {\displaystyle {\boldsymbol {\mu }}\in \mathbb {R} ^{p}}
und einer positiv semidefiniten Matrix {\displaystyle {\boldsymbol {\Sigma }}\in \mathbb {R} ^{p\times p}}. Für eine differenzierbare Funktion {\displaystyle g:\mathbb {R} ^{p}\to \mathbb {R} } bezeichne {\displaystyle \nabla _{\boldsymbol {\mu }}} den Spaltenvektor der partiellen Ableitungen der Funktion {\displaystyle g} an der Stelle {\displaystyle {\boldsymbol {\mu }}}, der komponentenweise von Null verschieden ist. Dann gilt 
{\displaystyle {\sqrt {n}}(g(\mathbf {X} _{n})-g({\boldsymbol {\mu }})){\stackrel {\text{V}}{\;\to \;}}{\mathcal {N}}\left(0,\nabla _{\boldsymbol {\mu }}^{T}{\boldsymbol {\Sigma }}\nabla _{\boldsymbol {\mu }}\right)}.

## Funktionale Delta-Methode
Es gibt eine Verallgemeinerung für Funktionen einer unendlich-dimensionalen Zufallsvariable (eines stochastischen Prozesses) durch die funktionale Delta-Methode. Die funktionale Delta-Methode wird  manchmal auch als Von-Mises-Methode bezeichnet.